# Ramon Aleix i Batlle
Ramon Aleix i Batlle (Barcelona, 1784 - 1 de març del 1850) fou un compositor i organista català.

## Biografia
Estudià composició a Barcelona amb Francesc Andreví. Feu la carrera eclesiàstica i s'ordenà de sacerdot. A partir del 4 d'octubre de 1819 fou mestre de capella de Santa Maria del Mar (Barcelona). Va ocupar aquest càrrec durant 30 anys fins que anys abans de morir va patir demència. Compongué repertori eclesiàstic per l'ús de la capella que va ser guardada a l'arxiu de Santa Maria del Mar, tot i ser destruït el 1936.
D'entre la seva producció destaquen diverses misses, l'oratori La passió de Jesucrist i el drama sacre La presentació de Nostre Senyor. Es conserven obres seves en diversos fons musicals de Catalunya, com ara a l'Arxiu Diocesà de Girona, l'Arxiu Comarcal de la Garrotxa (Olot), l'Arxiu de la Catedral-Basílica del Sant Esperit de Terrassa, a l'Arxiu Comarcal de l'Anoia, a l'Arxiu Històric Arxidiocesà de Tarragona i al Museu-Arxiu de Santa Maria de Mataró.

## Obres
- Kyrie eleison (1818). Música incompleta.
- Oy con galas festivas (Primer terç S. XIX). L'escriptura de la majoria de les particel·les correspon a la mà d'H. Alberich. Es conserven 2 exemples de Tible, un d'ells còpia de J. Anglada.
- Pare nostre (Segon quart S. XIX).
- Pare nostre (1823). Es conserven 2 exemples de violins 1/2. Les particel·les de clarinet 1/2 vénen com a "Clarinette à solo" i "Segon clarinet sobrepost per suplir lo fagot", respectivament.
- Pare nostre (1845). A l'interior de les guardes hi consta el títol: "Rosario Pastoril / á dos coros / con Viols Flauta Clarinete Trompas / Fagote y Bajo / De D. Raymundo Aleix Pbrº / Año 1845". Al revers de l'orgue s'hi llegeix el títol: "Rosario Pastoril / â dos Coros / Con Violines Obueses y Trompas". Les particel·les ofereixen l'ampliació del ripieno del I Cor i parts instrumentals afegides. Sota el títol "Rosario pastoril", es conserva un joc de particel·les per a Tible 1/2, Tenor i orgue, copiades a "Mataró Enero 1911", la qual cosa testimonia la vigència d'aquesta obra en el repertori eclesiàstic que interpretaba la capella de música de Santa Maria de Mataró a principis del s. XX. Probable còpia de J. Roure.
- Kyrie eleison (Tercer terç S. XIX). La Missa consta únicament de Kyrie i Gloria. A la contraportada del volum s'hi llegeix la inscripció: "Copia y propiedad / de / Fausto Casals", la mà del qual és força present en el fons egarenc.
- Pare nostre (Tercer terç S. XIX). El bifoli correspon a la partitura del violí 1 i els 15 folis a la resta de les parts. El baix 1 conté alguns fragments "a solo". L'escriptura recorda la mà del copista F. Casals.
- Pare nostre (Finals S. XIX - Principis S. XX). Inicials de Salvador Puigsech, "S. P. Pbre", a l'extrem superior dret de la coberta, propietari i probable copista del Ms. Ramon Aleix.[2][3][4]